# 严家花园
严家花园位于江苏省苏州市西南郊吴中区木渎镇山塘街188号，占地面积16 亩。

## 历史
清乾隆年间，此处为苏州名士沈德潜的寓所，名为竹啸轩。道光八年（1828年），沈氏后人将其出售给木渎诗人钱照（字端溪），后者将其更名为“端园”，在此叠石疏池，筑亭建楼，又邀请名士寓居，冯桂芬在此编纂《苏州府志》，叶昌炽在此著《语石》。龚自珍赞端园为“妙构极自然，意非人意造”，“倚石如美人”。光绪二十八年（1902年），东山商人严徽祥之子严国馨举家迁居木渎，买下端园，聘请香山帮工匠姚承祖重茸一新，更名“羡园”，俗称“严家花园”。1905年，其孙严家淦（1905-1993）在此出生，1975年出任中华民国总统。
抗战期间，严家花园被日军侵占，遭严重破坏。战后严氏后人将废园卖与政府。1970年代，严家花园由吴县制药厂占用。1998年底，木渎镇政府按原状修复严家花园，2000年竣工开放。2009年5月份改为瀚海楼收藏馆开放。2009年7月10日公布为第六批苏州市文物保护单位。

## 布局
严家花园占地16亩。中路为住宅，周围为园林。住宅建筑宏敞精丽，前后五进，依次为门厅、怡宾厅、尚贤堂、明是楼和眺农楼。第三进尚贤堂为明式楠木厅。尚贤堂和明是楼前各有清代砖雕门楼1座。大厅匾额“忠贞门第”为徐世昌总统所题。园林区则富于变化，楼阁亭轩廊榭错落有致，配植四时花木，形成春、夏、秋、冬四景区，景点包括友于书屋、澹碧轩、织翠轩、澈亭、锦荫山房、延青阁、闻木樨香堂、环山草庐、疏影斋、海棠书屋等。
建筑专家刘敦桢、童寯都高度评价严家花园的造园艺术。